# 林卓行
林 卓行 (はやし たかゆき、1969年 - ) は、日本の美術批評家。

## 経歴
1997年東京芸術大学美術研究科博士後期課程満期退学。2000年より玉川大学文学部講師、のち芸術学部教授を経て2017年より東京芸術大学美術学部芸術学科准教授。

## 著作
- 『ウォーホル　西洋絵画の巨匠 9』（小学館、2006年）
- 『田中功起「質問する その１（2009-2013）」』（共同執筆、ARTiT、2013年）
- 『芸術教養シリーズ7 欧米のモダニズムとその後の運動 近現代の芸術史 造形篇I』（共著、京都造形芸術大学 東北芸術工科大学 出版局 藝術学舎、2013年）
- 「フォーマリズムの倫理」（『モダニズム以降の美術──藤枝晃雄批評選集』、東京書籍、2017年所収）
- 『彫刻の歴史　先史時代から現代まで』（東京書籍、2021年）

アントニー・ゴームリー／マーティン・ゲイフォード、石崎尚共訳

## 外部サイト
- Twitter